# Парменион (поэт)
Парменио́н (др.-греч. Παρμενίων, лат. Parmenion) — древнегреческий поэт I века н. э. из Македонии.
Думаю, сердятся Музы, коль много стихов в эпиграмме:

        Разное дело совсем — стадий и длительный бег.

Множество в длительном беге кругов совершают, а стадий

        Надо, все силы собрав, духом единым пройти.

В Палатинской антологии и Планудовом приложении сохранилось 15 его эпиграмм, все — краткие, в две или четыре строки.
Филипп Фессалоникийский, включивший стихотворения Пармениона в свой сборник (около 40 года н. э.), сравнил их с миртом.